# Alexander Lasch

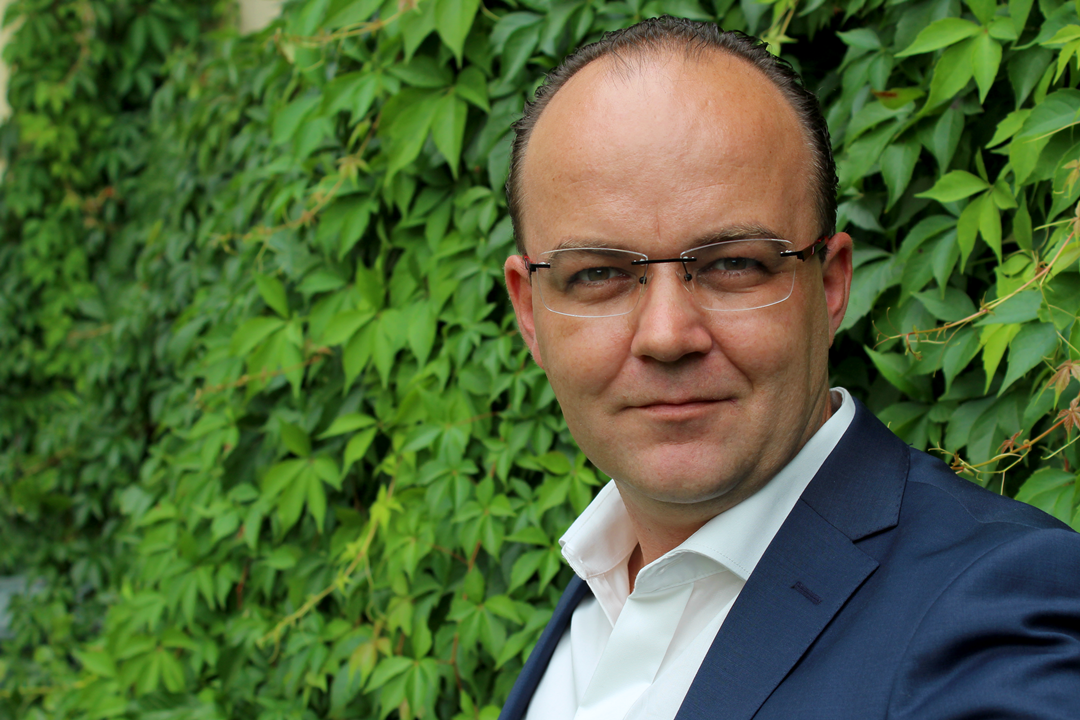
Alexander Lasch (2017)

Alexander Lasch (* 1976) ist ein deutscher Linguist mit den Forschungsschwerpunkten Konstruktionsgrammatik des Deutschen, Digital Humanities, funktionale und regionale Varietäten sowie forensische Linguistik, Unternehmenskommunikation, einfache und leichte Sprache. Seit 2017 ist er Professor für Germanistische Linguistik und Sprachgeschichte am Institut für Germanistik der TU Dresden.

## Leben
Nach seinem Abitur nahm Lasch 1995 ein Lehramtsstudium in den Fächern Deutsch und Geschichte für Gymnasium an der Technischen Universität Dresden auf und promovierte nach seinem erfolgreich abgelegten Staatsexamen zwischen 2001 und 2004 bei Karlheinz Jakob im Bereich der germanistischen Sprachwissenschaft ebendort. In der Folge war er zunächst wissenschaftlicher Angestellter am  Sonderforschungsbereich 573 „Pluralisierung in der Frühen Neuzeit“ im Teilprojekt „Autorität des Nichtigen“ bei Peter Strohschneider an der Ludwig-Maximilians-Universität München (2004–2006). In dieser Zeit war er auch wissenschaftlicher Koordinator des Internationalen Doktorandenkollegs „Textualität in der Vormoderne“ an der Ludwig-Maximilians-Universität München im Rahmen des Elitenetzwerks Bayern. 2006 wurde Lasch wissenschaftlicher Assistent am Lehrstuhl für Deutsche Sprachwissenschaft an der Christian-Albrechts-Universität zu Kiel, ehe er für das Wintersemester 2011/12 sowie das Sommersemester 2012 die Vertretung der Professur für Angewandte Linguistik an der TU Dresden übernahm. Nach dieser Vertretung kehrte Lasch auf seine Stelle in Kiel zurück, legte dort 2016 seine Habilitation ab und erhielt die Venia Legendi für Deutsche Sprachwissenschaft.
Im Februar 2017 wurde Alexander Lasch zum Wintersemester 2017/18 auf die Professor für Germanistische Linguistik und Sprachgeschichte an der Technischen Universität Dresden (Institut für Germanistik der Fakultät Sprach-, Literatur- und Kulturwissenschaften) berufen.

## Schriften (Auswahl)
- Beschreibungen des Lebens in der Zeit: zur Kommunikation biographischer Texte in den pietistischen Gemeinschaften der Herrnhuter Brüdergemeine und der Dresdner Diakonissenschwesternschaft im 19. Jahrhundert (Dissertation), Lit Verlag, Berlin/Münster 2005, ISBN 978-3-8258-9132-9.
- zusammen mit Alexander Ziem: Konstruktionsgrammatik: Konzepte und Grundlagen gebrauchsbasierter Ansätze, De Gruyter, Berlin/Boston 2013, ISBN 978-3-11-027294-9.
- Nonagentive Konstruktionen des Deutschen (Habilitationsschrift), De Gruyter, Berlin 2016, ISBN 978-3-11-049486-0.